# Kozinka
Kozinka (rusky Козинка) je vesnice nacházející v Bělgorodské oblasti v Rusku. Leží jihozápadně od města Grajvoron na hranicích s Ukrajinou. Rozkládá se v nížině v převážně zemědělské krajině (lesy jsou pouze na západním okraji vsi). Po západním okraji vsi protéká řeka Vorskla do níž se vlévají toky Ponurý a Bezymjanka tekoucí po severním a jižním okraji vsi od východu. Západním okrajem vsi prochází silnice 14k-4 procházející přes rusko-ukrajinskou hranici. 

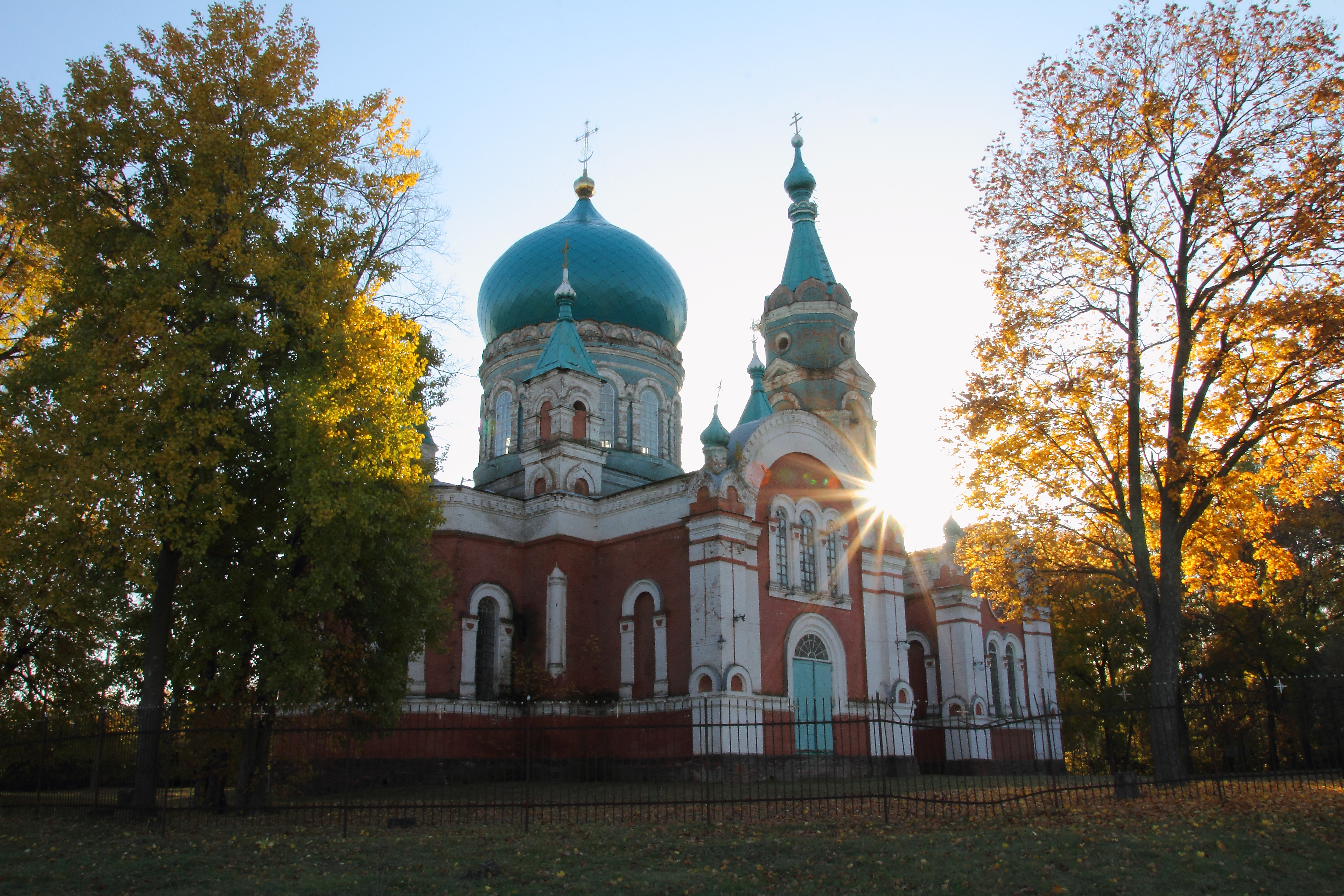
Chrám Jana Křtitele

Intravilán má podlouhlý charakter orientovaný severozápadním směrem. Většina domů je u cest a plochy mimo tvoří pole, louky či pustiny. Na severovýchodu vesnice přechází ve vesnici Glotovo a na severozápadu v osadu Zareče-Pervoje. Ve vsi se nachází pravoslavný chrám Jana Křtitele smíšené zboží, atletický stadion a další objekty.